# Buddhistischer Tempel

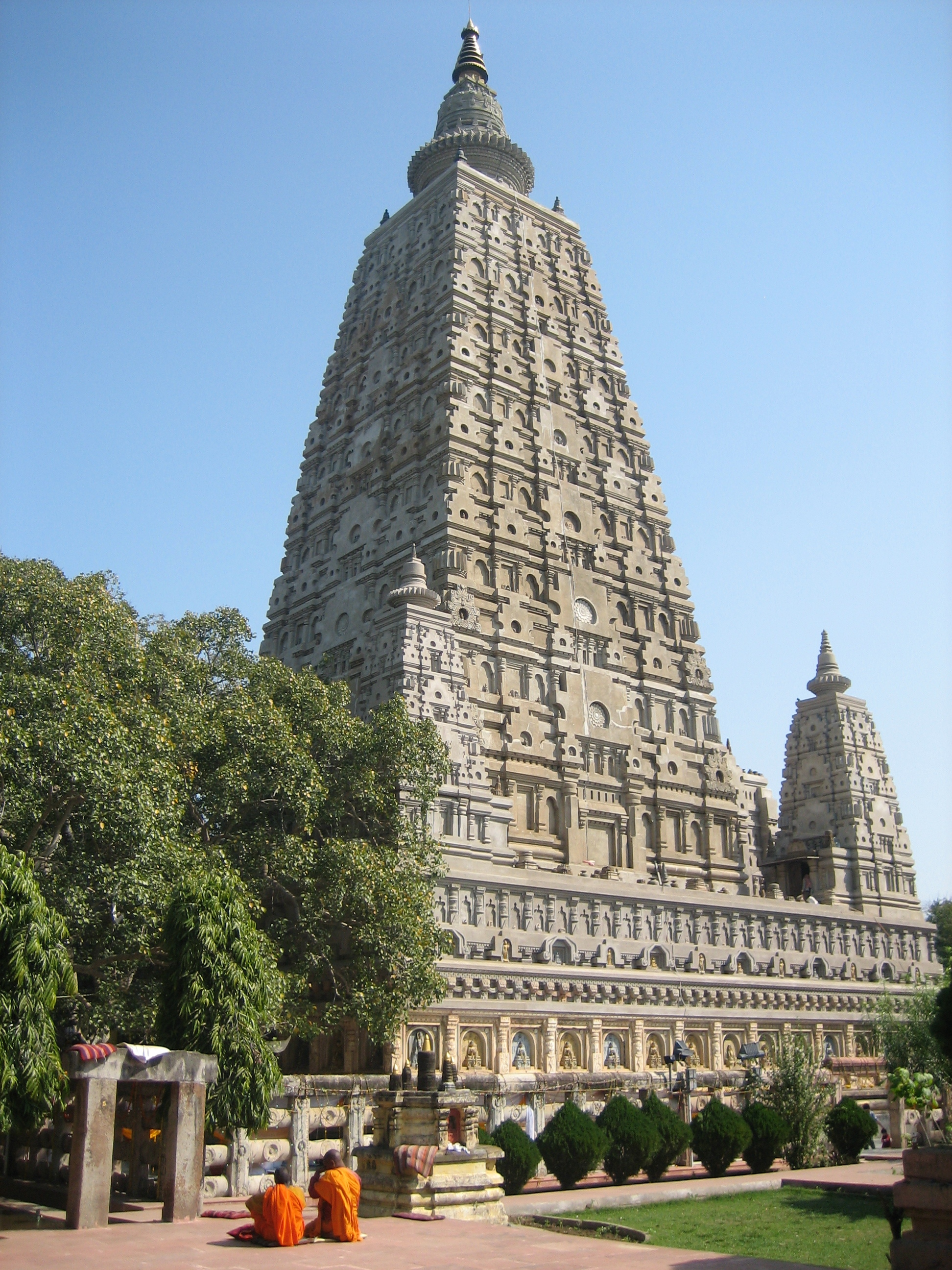
Mahabodhi-Tempel in Bodha-Gaya, Bihar, Indien.

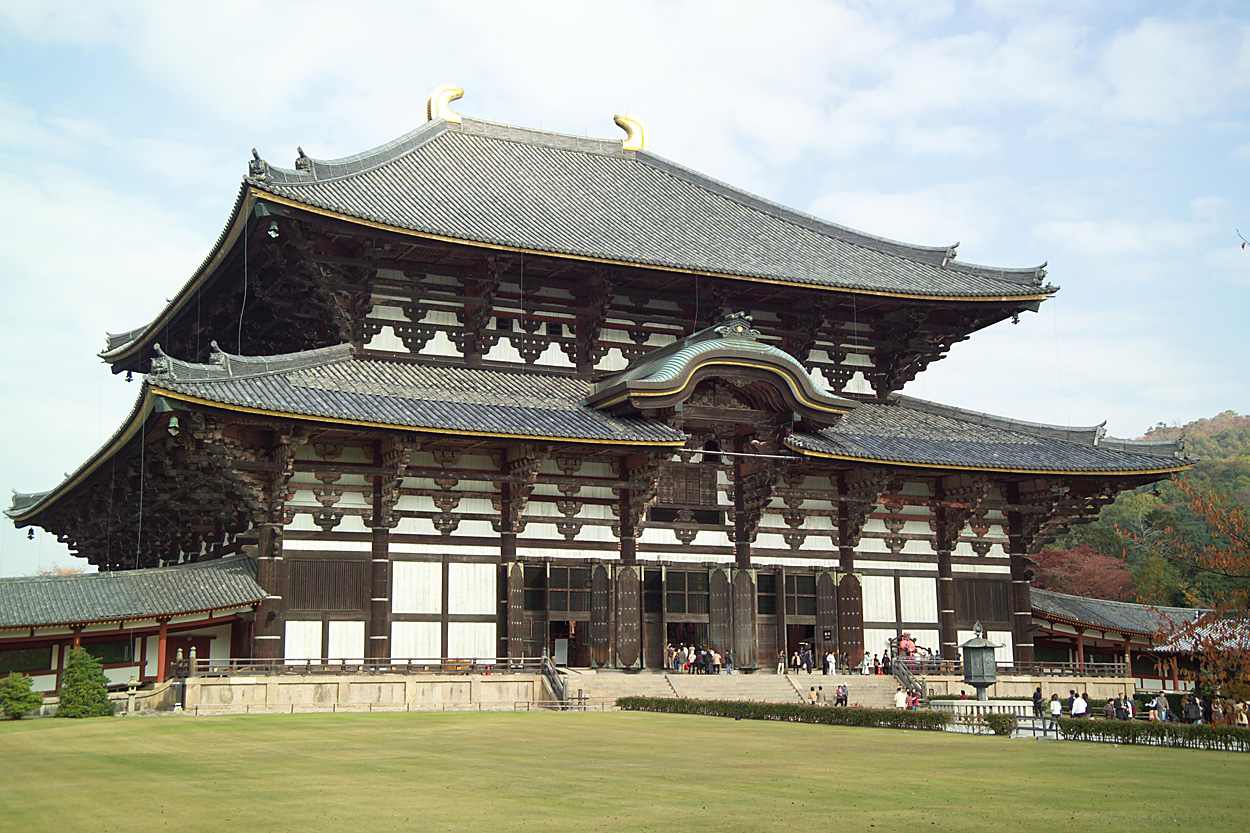
Haupthalle des Tempels Tôdaiji in Nara, Japan.

Der Buddhistische Tempel ist ein Ort der buddhistischen Religion, der die so genannten Drei Schätze, das heißt Buddha, Dharma und Sangha, vereint. Buddhistische Tempel unterscheiden sich baulich nach Region und umfassen einen Gebäudekomplex einschließlich Gelände. Im Zentrum befindet sich ein Heiligtum (Stupa oder Kultbild des Buddha). Tempel dienen häufig als Kloster buddhistischer Mönche.

## Begriffe und Bezeichnungen
Die europäische Bezeichnung als Tempel  gibt nicht den gesamten Begriffsinhalt des buddhistischen Tempels wieder. So umfasst der buddhistische Tempel neben den verschiedenen Gebäuden auch die auf dem Tempelgelände befindlichen Gärten.
Die Bezeichnungen eines buddhistischen Tempels im Allgemeinen und der einzelnen Gebäude im Besonderen unterscheiden sich nach regionalen Traditionen und Sprachen. Für den Tempel als Ganzes lassen sich unterschiedliche Bezeichnungen nennen.
Beispiele:
- Chinesisch: sì 寺, sìyuàn 寺院
- Japanisch ji/dera 寺, in 院

Im chinesischen und japanischen Buddhismus können verschiedene Gebäude wie folgt differenziert werden:
- Glockenpavillon (jap. 鐘楼, shurō/shōrō) oder Paukenpavillon (鼓楼, korō)
- Haupthalle (jap. 本堂, hondō) oder Goldene Halle (jap. 金堂, kondō): hier befindet sich das Hauptheiligtum (jap. 本尊, honzon) des Tempels.
- Lehrhalle (jap. 講堂, kōdō): Mönche versammeln sich in der Lehrhalle, um sich Wissen anzueignen, zu meditieren, Riten auszuführen, Buddha anzurufen oder um Sutren zu rezitieren. Die Lehrhalle ist ein Ort der Auslegung des Buddhagesetzes (Sanskrit: Dharma).
- Mönchsdormitorium (jap. 僧坊, sōbō)
- Pagode (jap. 塔, tō): die Pagode ist ein Reliquiar und entstammt dem indischen Stupa. Sie wird nicht betreten und ist in der Regel mehrstöckig.
- Sutraspeicher (jap. 経蔵, kyōzō): im Sutraspeicher werden die heiligen Schriften des Buddhismus aufbewahrt.
- Tor (jap. 門, mon): auf das Tempelgelände können ein oder mehrere Tore führen. Neben dem Haupttor (jap. 山門/三門, sanmon) kann ein Mitteltor (jap. 中門, chūmon) in den inneren Tempelbereich führen. Es können sich noch weitere Tore mit besonderen Namen auf einem Tempelgelände befinden.
- Wirtschaftsräume und Speisesäle (jap. 食堂, jikidō)
- Weitere Gebäude

## Regionale Bautraditionen
Im weiteren Sinne werden, unabhängig von ihrer Bauform oder Größe, alle Gelände, Gebäude oder Räumlichkeiten als Tempel einer buddhistischen Schule betrachtet, die durch eine Einweihungszeremonie, den Regeln der jeweiligen Schule entsprechend, diesen Status verliehen bekommen haben. 
Bekannte buddhistische Tempel sind unter anderem der Mahabodhi-Tempel in Bodhgaya (2. Jahrhundert), der Tôdaiji in Japan aus dem 8. Jahrhundert, der Borobudur auf Java aus dem 9. Jahrhundert und die Bagan-Tempelanlagen von Myanmar aus dem 11. Jahrhundert.

### Indien
Der Vihara ist die Versammlungshalle der Mönche, um welche die Wohnzellen der Mönche gruppiert sind. Diese versammeln sich dort zur Rezitation der Sutras, zu den traditionellen Zeremonien und weiteren gemeinschaftlichen Feiern. Als Zentrum der religiösen Praxis bildete häufig der Stupa, ursprünglich ein Erdhügel, der über den sterblichen Überresten einer toten Person errichtet wurde (aus dem Sanskrit stup: „aufhäufen, ansammeln“), den Ausgangspunkt buddhistischer Tempelanlagen in Indien. Um den buddhistischen Tempel (Chaitya-Halle) war eine Klosteranlage angeordnet. Sie bestand aus einem rechteckigen offenen Hof mit diesen umgebenden Wohnzellen für die Mönche. 
Eine frühe Sonderform des buddhistischen Tempels bilden die Höhlentempel Indiens, die in zahlreichen Ländern Asiens nachgeahmt wurden. 
Aus dem indischen Stupa entwickelten sich regional verschiedene Bautraditionen buddhistischer Tempelanlagen in Zentral-, Ost- und Südostasien, darunter die chinesische Pagode, der Chörten in Tibet, die Paya in Myanmar und der Chedi in Thailand.

### Südostasien
Auch bei südostasiatischen Tempelanlagen stehen zumeist mehrere Einzelgebäude in einem umfangreichen Tempelbezirk, der oft auch einen oder mehrere Stupas enthält. (Siehe auch: Wat)

### Ostasien
Die Klöster in Ostasien unterscheiden sich deutlich von denen in Indien. Das zentrale Heiligtum ostasiatischer Tempelanlagen bildet die Pagode. Neben der Pagode steht eine ausgiebig geschmückte Halle, die von den Statuen verschiedener Buddhas dominiert wird. Die übrigen Hauptgebäude ostasiatischer Tempel sind von einem meist rechteckigen Hof umgeben, an den die Klostergebäude angrenzen.
Bis zur Einführung des Buddhismus nach Japan im 6. Jahrhundert hatte sich das Zentrum der Tempelanlage bereits von der Pagode zur Haupthalle (jap. hondō) verschoben, in welchem das Hauptheiligtum (honzon) – zumeist eine Buddha-Statue – aufbewahrt wird. Damit einhergehend hatte auch die heute für die japanische Tempelarchitektur kennzeichnende Abgrenzung von der Symmetrie der chinesischen Tempel begonnen.